# 薩盧佐主教座堂

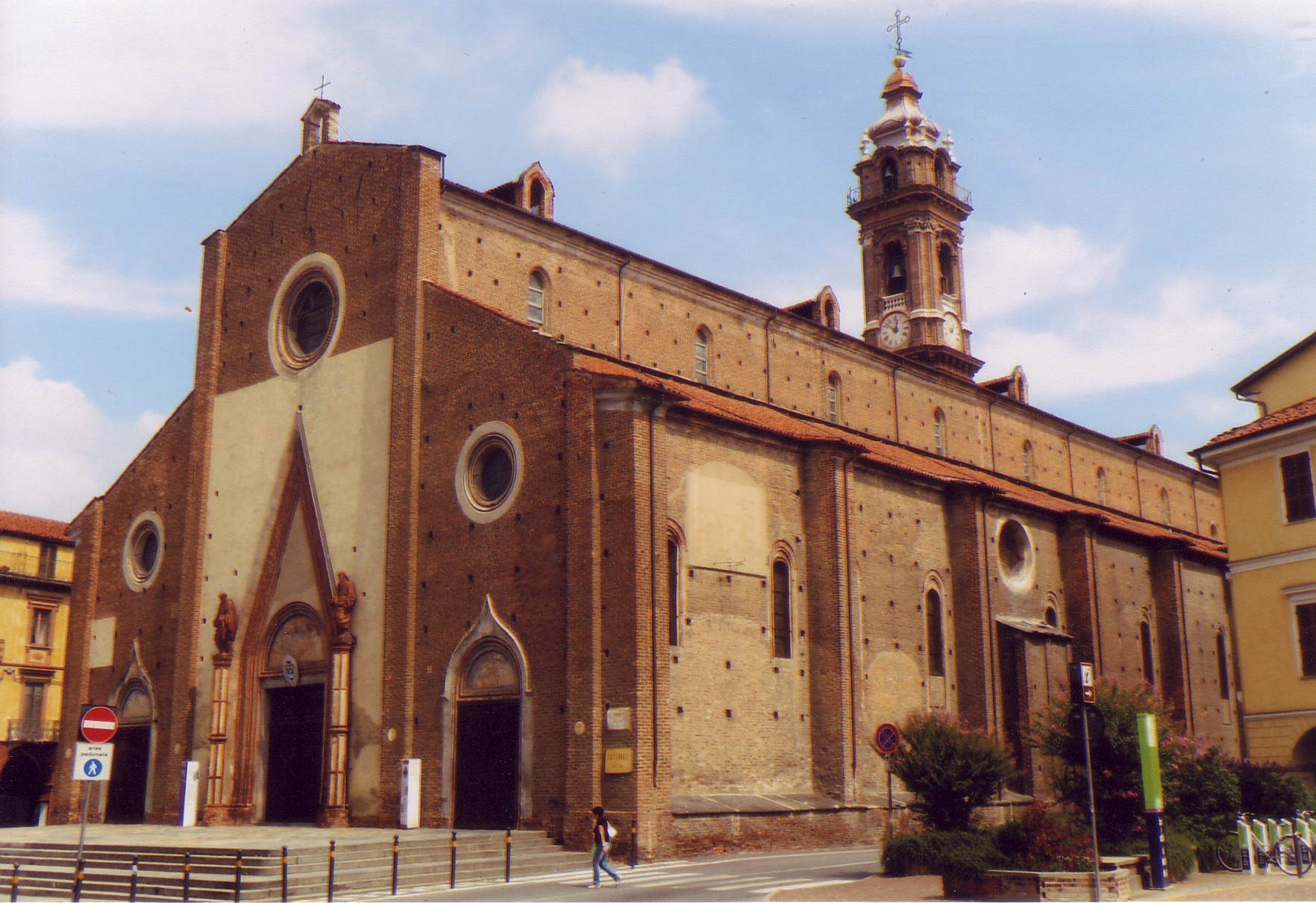

萨卢佐圣母升天主教座堂（義大利語：Duomo di Saluzzo; Cattedrale di Maria Vergine Assunta）是天主教萨卢佐教区的主教座堂，位于意大利皮埃蒙特大区萨卢佐。哥特-巴洛克风格。

## 历史与建筑

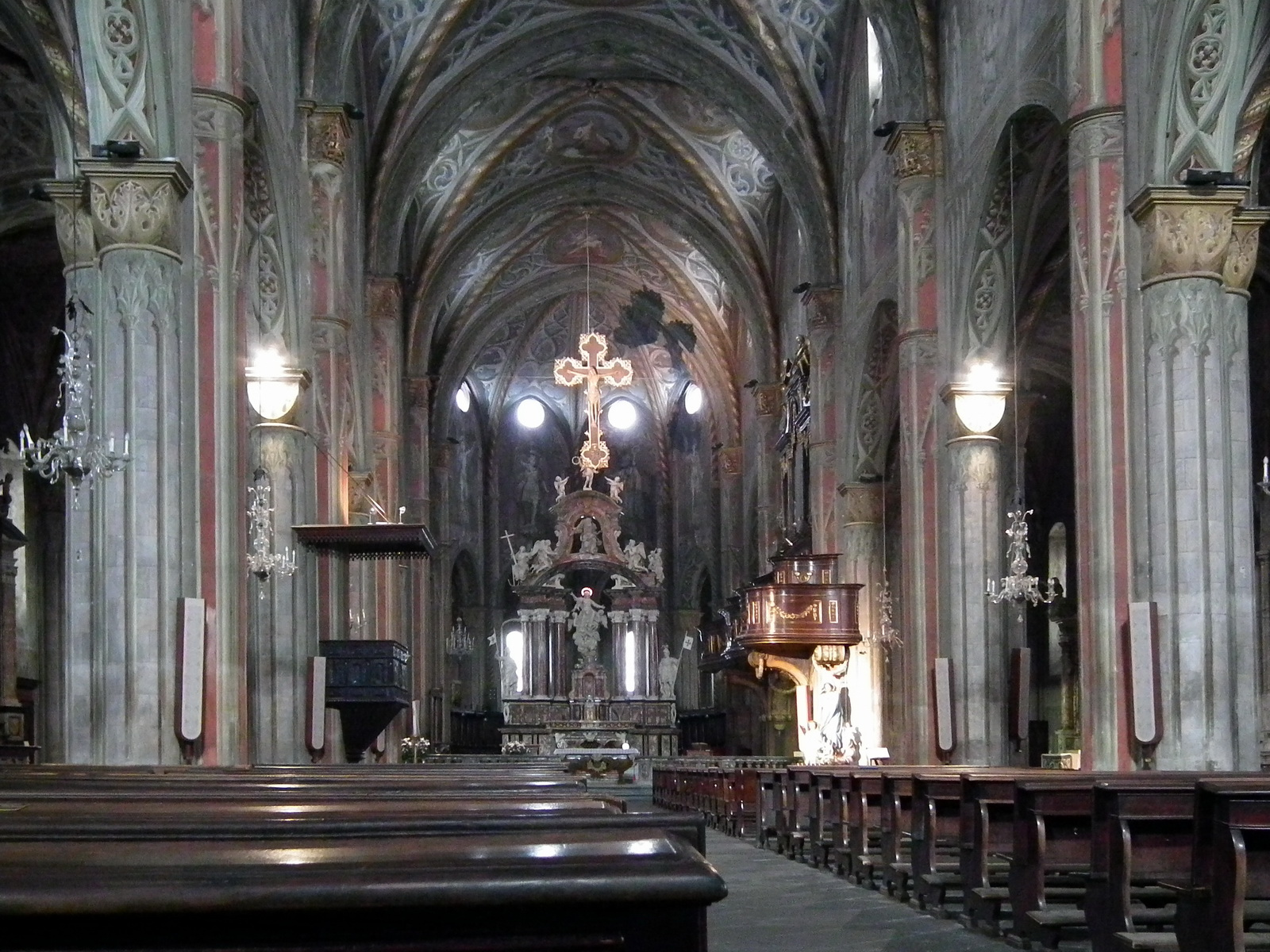
内部

该堂建于1491-1501年，原址是一座罗马式的圣母堂，早在11世纪初就见于记载。
该建筑由教宗思道四世建于1481年，1511年教宗儒略二世成立教区。
教堂外部有宽阔的楼梯，建于1842年，取代了17世纪的楼梯。立面采用裸露的砖块和灰泥，以三个入口为标志。正门两侧的柱子上是宗徒伯多禄和保禄的雕像，半月楣描绘的是圣母升天。侧门的半月楣描绘了萨卢佐的两位主保圣人，圣公斯当休（san Costanzo）和圣基亚弗雷多（san Chiaffredo）。建筑的两侧是18世纪下半叶的钟楼。
主教座堂内部有三个带十字拱顶的中殿；中殿的拱顶以新哥特式风格装饰（约 1850 年）。同样来自十九世纪的是装饰反立面的三幅壁画，其中的情节取自当地圣徒的生活。
在两侧的过道有几个祭坛，右侧有七个，左侧有七个，还包括两个小堂：圣体堂（Santissimo Sacramento）和洗礼堂（battistero）。这里有几件艺术品，大多可以追溯到16世纪至18世纪。
正祭台由11座18世纪初的木制雕像组成。